# Viererfeld

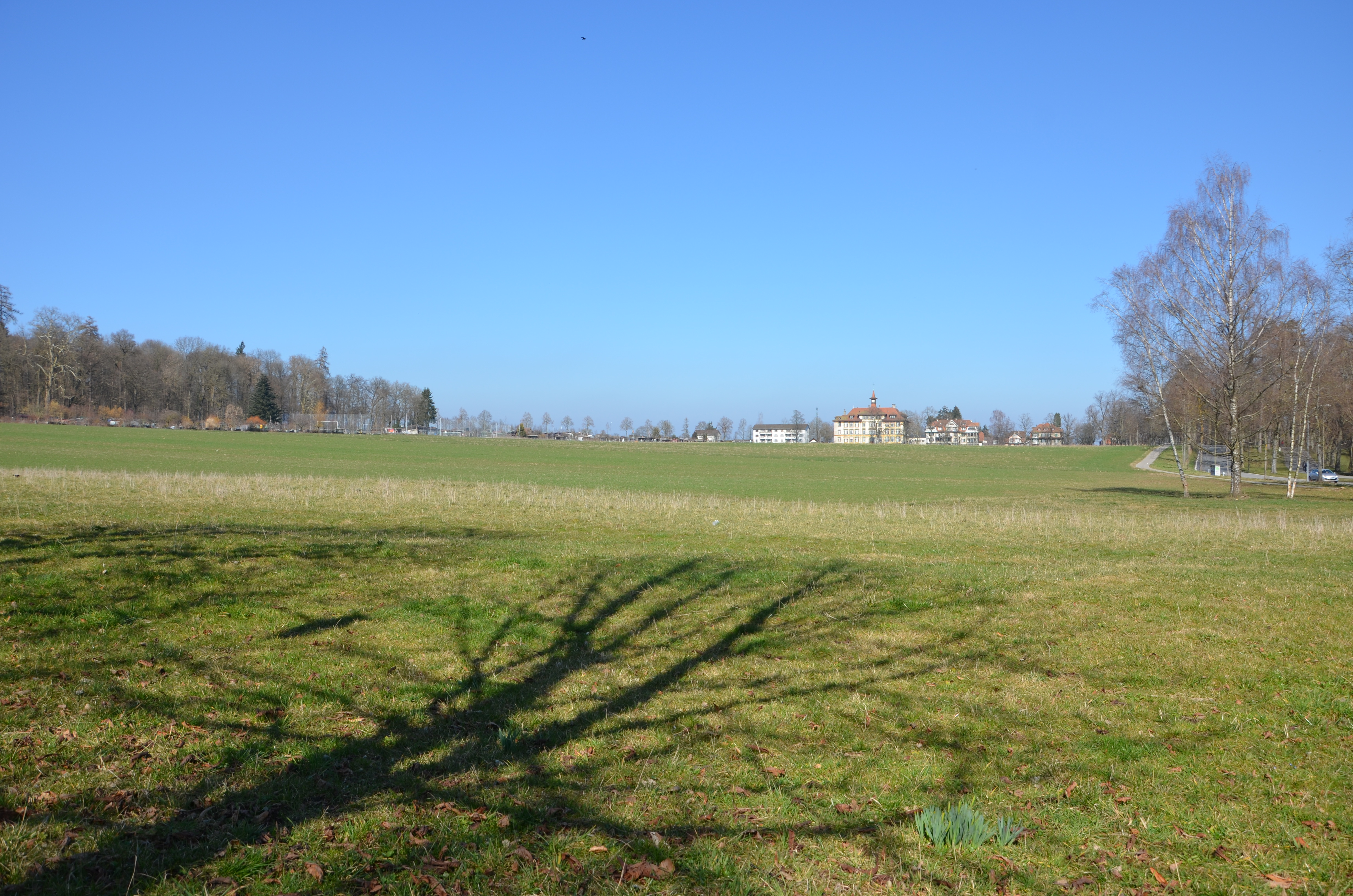
Viererfeld

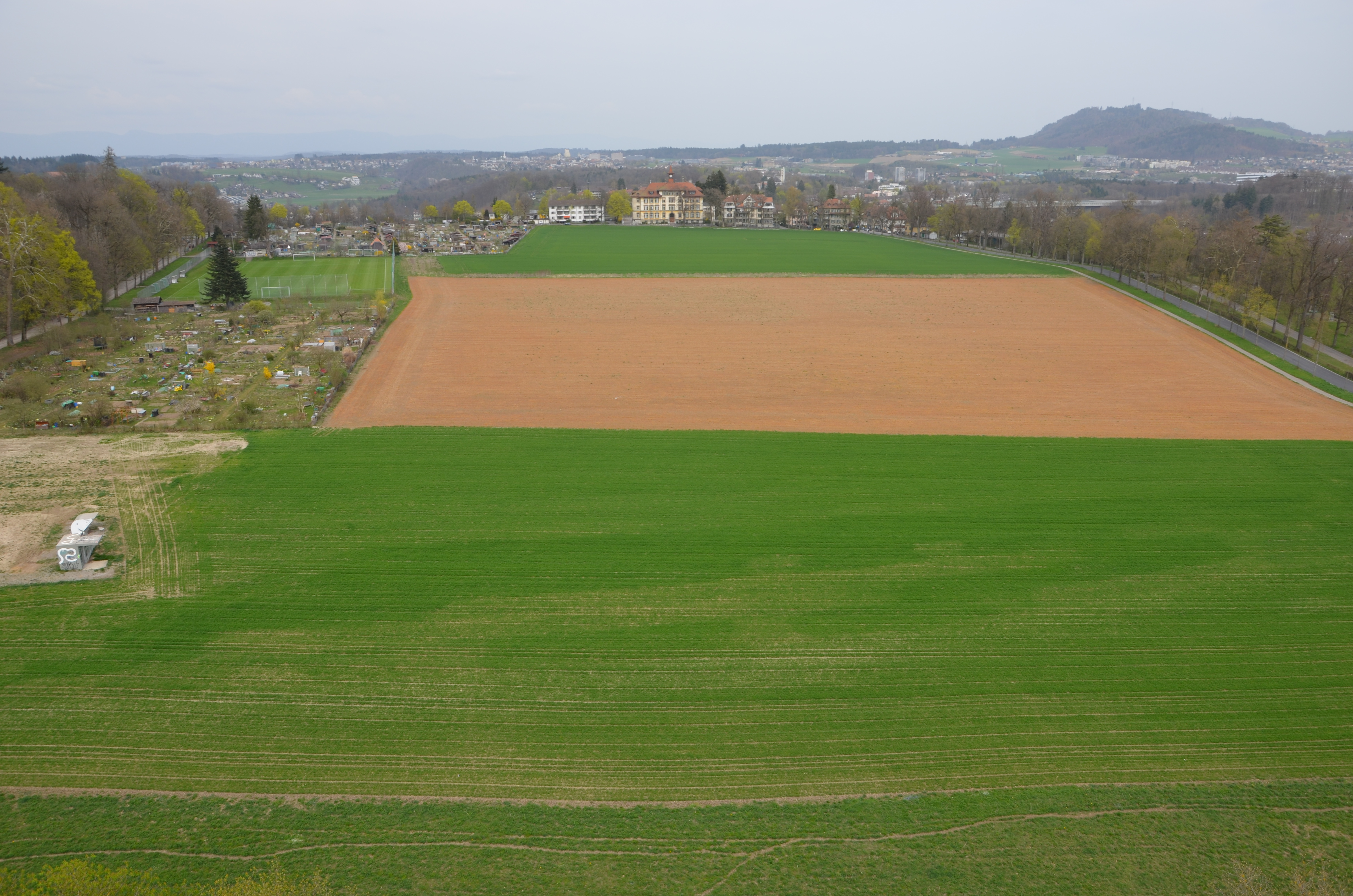
Das Viererfeld vom Dach des Burgerspittels aus gesehen

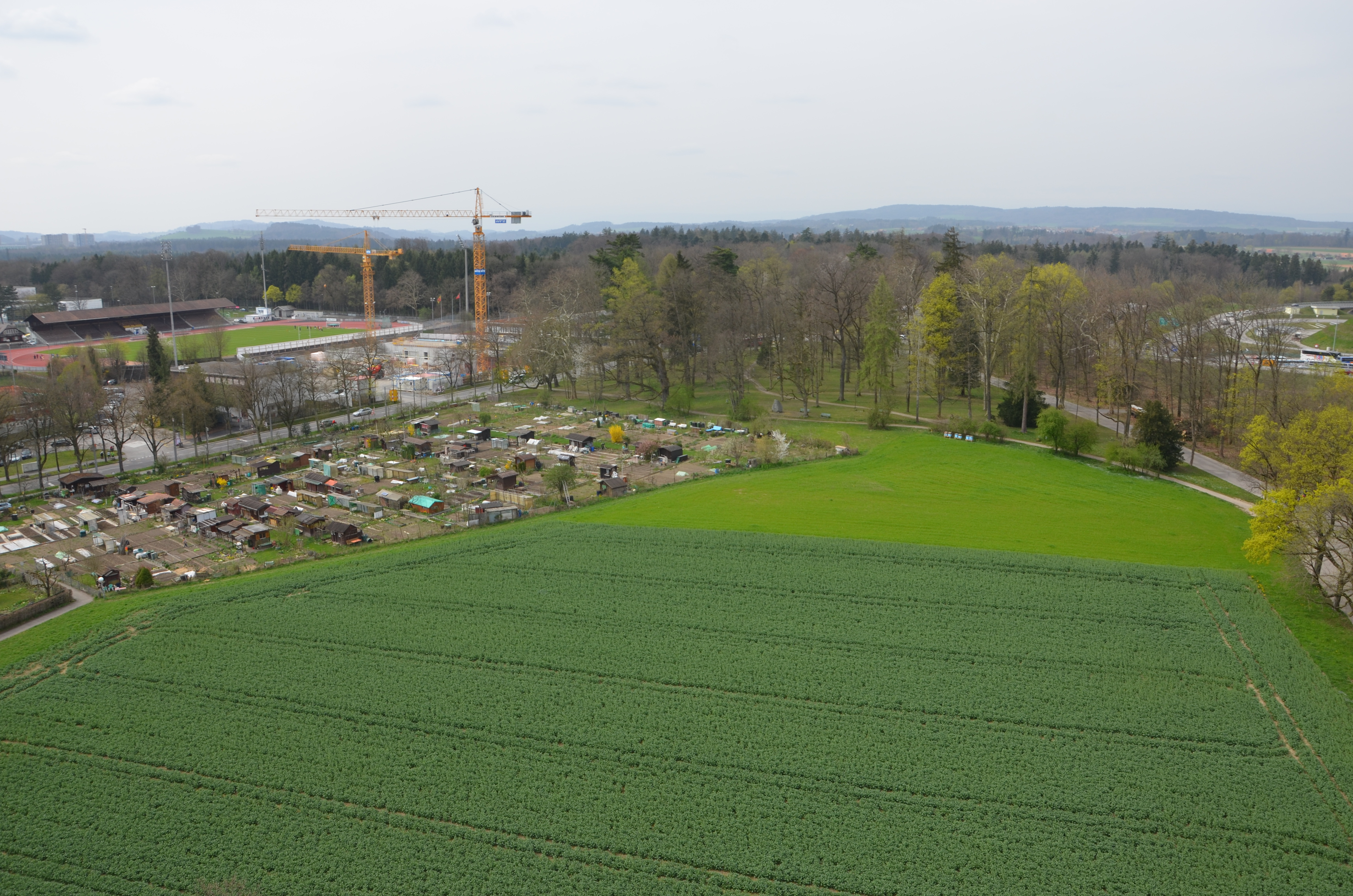
Das Mittelfeld mit den Familiengärten vom Dach des Burgerspittels aus gesehen

Das Viererfeld ist ein rund 160'000 m² grosses, hauptsächlich landwirtschaftlich genutztes Gebiet im Norden der Stadt Bern. Es wird als Quartier der Stadt Bern gezählt, gehört zu den 2011 bernweit festgelegten 114 gebräuchlichen Quartieren und liegt im Stadtteil II Länggasse-Felsenau, dort im statistischen Bezirk Engeried. Es grenzt im Westen und Norden an den Kleinen Bremgartenwald, im Norden an die Studerstrasse und die Äussere Enge. Im Osten bilden die Allee der Engestrasse und die Vordere Engehalde den Abschluss. Neufeld, Burgerheim, Engeried, Brückfeld, Alpenegg und ein Zipfel der Grossen Schanze grenzen ebenfalls an das Quartier.
Im Jahr 2022 wurden keine Einwohner angegeben.

## Nutzung
Nebst der landwirtschaftlichen Nutzung gibt es zwei Bereiche mit Familiengärten, ein Fussballfeld und einen Spielplatz. Das Viererfeld ist heute im Besitz des Kantons Bern.
Die einzigen Bebauungen sind im Süden gegenwärtig die Botschaft von Japan und das Hotel «Innere Enge» mit seinem Restaurant und der Minigolfanlage. Das Hotel ist für seine Jazzveranstaltungen bekannt.
Die RBS bohrt vom Installationsplatz Hirschenpark aus die neuen Zufahrtstunnel für den Ausbau des Bahnhofs Bern. Es wurde eine Baugrube bis zum Niveau des bestehenden Schanzentunnels ausgehoben, von wo aus die neuen Tunnel abzweigen werden.
Verkehrstechnisch ist das Quartier im Westen durch die städtische Buslinie 21 auf der Engestrasse mit dem Zentrum verbunden.
2016 stimmte die Bevölkerung der Stadt Bern in einer Volksabstimmung dem Plan zu, auf dem Gelände ein neues Stadtquartier zu schaffen.
Ein Teil des zukünftigen Parkgeländes wird vor der Wohnüberbauung erstellt. Damit werden vielfältige Testnutzungen ermöglicht und unterstützt.

## Geschichte
1873 wurde unterhalb des Bierhübelis ein kleiner Tierpark mit Hirschen und Bisons errichtet. Dieser Hirschenpark gilt als Vorläufer des heutigen Tierparks.
Im Jahr 1914 fand auf dem Viererfeld und dem westlich angrenzenden Hochfeld die Schweizerische Landesausstellung statt. 1964 erwarb der Kanton Bern das Viererfeld im Halte von 167'051 Quadratmeter für 33'410'200 Fr. von der Burgergemeinde für den Bau eines Universitätscampus. Der Verkaufspreis von 200 Fr. pro Quadratmeter entsprach nicht dem vollen Verkehrswert, wurde aber mit der Auflage verbunden, dass das Viererfeld nur für Universitätsbauten und damit zusammenhängende Anlagen verwendet werden dürfe. 10'000'000 Fr. aus dem Erlös verwendete die Burgergemeinde zur Errichtung der Hochschulstiftung. Da der Kanton 1982 die ehemalige Schokoladenfabrik Tobler kaufen konnte, wurde der Plan eines Universitätscampus auf dem Viererfeld verworfen, und die Universität blieb in der Stadt. Im Jahr 2014 sicherte der Regierungsrat des Kantons Bern der Stadt Bern per Kaufrecht zu, ihr die Hälfte des Viererfelds (84'482 m²) für 51,1 Millionen Franken bzw. 605 Fr. pro Quadratmeter zu verkaufen und ihr die Restfläche von 78'210 Quadratmetern im unentgeltlichen Baurecht zu überlassen. Das Kaufrecht wird ausgeübt, sobald die Zonenplanänderung rechtwirksam ist.

## Planung Viererfeld / Mittelfeld
Die Stadt Bern plante bereits 2004 eine Überbauung des Viererfeldes. Die entsprechende Vorlage scheiterte allerdings in der Volksabstimmung mit 51,7 % Nein-Stimmen.
Im November 2013 legte die Stadt neue Pläne für ein neues Stadtquartier auf dem Vierer- und dem benachbarten Mittelfeld öffentlich auf. Das städtebauliche Konzept sieht vor, dass rund die Hälfte der Fläche zur Wohnzone wird und die andere Hälfte weiterhin als Grünfläche zur öffentlichen Nutzung erhalten bleibt. Die öffentliche Mitwirkung im November/Dezember 2013 ergab eine breite Zustimmung, ebenso wie Widerstand von Anwohnern. Kritiker der Überbauung, die sich im Verein Viererfeld Nature 2.0 zusammenschlossen, bezweifelten die zugrunde liegenden Wachstumsprognosen und die Vereinbarkeit mit der Raumplanungsgesetzgebung sowie den Regeln über Fruchtfolgeflächen.
Am 5. Juni 2016 stimmte die Stadtbevölkerung mit 53 % Ja-Stimmen der Überbauung des Viererfelds zu; einzig im betroffenen Stadtteil Länggasse/Felsenau stimmte eine Mehrheit von 55 % dagegen. Bis Ende 2016 sollen Einsprachen gegen die Zonenplanänderung bereinigt werden, dann erfolgt 2017 ein städtebaulicher Wettbewerb, und ab 2019 folgen Architekturwettbewerbe für die einzelnen Baufelder. Die Realisierung soll ab 2021 beginnen. Weitere Volksabstimmungen werden für die Genehmigung der Baurechtsverträge mit Investoren und für den Kredit für Infrastruktur- und Erschliessungskosten sowie für den Bau eines Schulhauses erforderlich sein.
Das Projekt Viererfeld soll für rund 3000 Bewohner vorgesehen sein. Im Frühling 2024 soll die erste Bauetappe mit rund 300 Wohnungen beginnen.